# Phloeodes plicatum
Phloeodes plicatum is een keversoort uit de familie somberkevers (Zopheridae). De wetenschappelijke naam van de soort werd in 1859 gepubliceerd door John Lawrence LeConte.